# Нижняя Ножема
Ни́жняя Но́жема (вепс. Alanožem) — посёлок в Бабаевском районе Вологодской области России.
Входит в состав Пяжозерского сельского поселения, с точки зрения административно-территориального деления — в Пяжозерский сельсовет.
Расположен на левом берегу реки Ножема. Расстояние по автодороге до районного центра Бабаево — 108 км, до центра муниципального образования посёлка Пяжелка — 7 км. Ближайшие населённые пункты — Давыдово, Шилово, Янишево.
По переписи 2002 года население — 155 человек (71 мужчина, 84 женщины). Преобладающая национальность — русские (97 %).